# Arnaud-Amanieu d'Albret
Pour les autres membres de la famille, voir Maison d'Albret.
Arnaud-Amanieu d'Albret, mort en 1401, est sire d'Albret et comte de Dreux (ap. 1382).

## Biographie
Il est le fils de Bernard Ezi V d'Albret.
En 1351, il est envoyé par Édouard III d'Angleterre porter secours aux habitants de Saint-Jean-d'Angély assiégés par les troupes de l'armée royale française, il capture le maréchal Mello et 60 chevaliers. À ce moment, si l'on se réfère à sa date de naissance généralement admise, il n'avait pas encore treize ans. Il est donc probable qu'il soit né avant cette date (août 1338), ses parents Bernard Ezi et Marthe d'Armagnac s'étant mariés le 21 mai 1321.
En 1355, il accompagne le Prince noir lors de sa chevauchée vers le Languedoc.
En 1362, lors de la bataille de Launac, il est capturé en même temps que le Seigneur d'Armagnac et de nombreux chevaliers, par Gaston Fébus, le célèbre comte de Foix.
En 1364, il prit part à la bataille de Cocherel à côté des Français. 
En 1382, il devient grand chambellan de France, titre qu'il gardera jusqu'en 1397.

## Mariage et descendance
En 1368, il épouse Marguerite de Bourbon (1344-1416), fille de Pierre Ier de Bourbon et d'Isabelle de Valois, et sœur de la reine de France Jeanne de Bourbon, épouse du roi Charles V, dont il a :
- Charles Ier d'Albret[3] ;
- Louis d'Albret, seigneur de jure de Vayres et Langoiran, (mort sans descendance après 1408)[4] ;
- Marguerite d'Albret († 1453), mariée vers 1410 à Gaston Ier de Foix-Grailly († après 1455)[3].